# Engenheiro Caldas
Engenheiro Caldas é um município brasileiro no interior do estado de Minas Gerais, Região Sudeste do país. Sua população recenseada em 2022 era de 13 622 habitantes.

## História
A atual cidade foi criada inicialmente como um distrito pertencente a Tarumirim, pela lei estadual nº 336, de 27 de dezembro de 1948 e com o nome de Santa Bárbara. Pela lei estadual nº 2.764, de 30 de dezembro de 1962, o distrito emancipa-se, instalando-se oficialmente em 1º de março de 1963 com a denominação de Engenheiro Caldas, constituído da sede municipal e pelo distrito de São José do Acácio. Pela lei nº 530, de 3 de abril de 1992, cria-se o distrito de Divino do Traíra.
O nome atual do município é uma homenagem a Felipe Moreira Caldas, engenheiro responsável pela construção da antiga Rio-Bahia (BR-116). Suas terras férteis, constituídas de pastagens naturais e melhoradas, contribuem para o crescimento da economia no setor agropecuário. Mais da metade da produção é exportada para o Rio de Janeiro, Governador Valadares, Caratinga e Belo Horizonte. Pertence à bacia do rio Doce e suas terras são banhadas pelo ribeirão Queiroba e pelos córregos do Onça, Traíras e Pedras.

## Geografia
Localiza-se na mesorregião do Vale do Rio Doce.